# Valerio Máximo Basilio
Valerio Máximo Basilio (c. 330-después de 364) fue un procónsul de Acaya y un prefecto romano (Praefectus Urbi Romae) entre 361 y 363.

## Familia
Era hijo del cónsul romano Lucio Valerio Máximo Basilio y de su segunda esposa Vulcacia. Se casó con Santa Melania la Vieja (o Mayor), cuando ella tenía catorce años y era una de las ciudadanas más ricas del Imperio romano. Melania había nacido en Hispania. El matrimonio vivió en las afueras de Roma. Cuando su esposa tenía veintidós años, Máximo y dos de sus tres hijos murieron por una enfermedad. Melania se trasladó entonces a Roma con el hijo sobreviviente y se convirtió al cristianismo.
El hijo que le sobrevivió, Valerio Publícola (Publicola o Poplicola), como ser senador romano se casó con Ceyonia Albina, de la gens Ceyonia. De su unión, nacería Melania la Joven (o Menor).